# Coenagrion ornatum
Coenagrion ornatum är en trollsländeart som först beskrevs av Selys 1850.  Coenagrion ornatum ingår i släktet blå flicksländor, och familjen sommarflicksländor. Inga underarter finns listade i Catalogue of Life.
Denna trollslända förekommer från Väst- och Centraleuropa över Balkanhalvön till Anatolien och Turkmenistan. Arten lever i låglandet och i bergstrakter upp till 1900 meter över havet. Individerna hittas ofta vid dammar, diken och små vattendrag. Coenagrion ornatum besöker vanligen växter som svärdslilja, vattenmynta, källfräne samt arter av skogssävssläktet och igelknoppssläktet.
Beståndet hotas av vattenansamlingarnas torrläggning. I västra delen av utbredningsområdet blev Coenagrion ornatum sällsynt. IUCN listar arten fortfarande som livskraftig (LC).